# Kizil-Adżlo
Kizil-Adżlo – wieś w Gruzji, w regionie Dolna Kartlia, w gminie Marneuli. W 2014 roku liczyła 7291 mieszkańców.